# Закусилівська сільська рада (Троянівський район)
Закусилівська сільська рада — колишня адміністративно-територіальна одиниця та орган місцевого самоврядування у Коднянському (Солотвинському), Іванківському (Левківському) і Троянівському районах Волинської округи, Київської та Житомирської областей Української РСР з адміністративним центром у селі Закусилівка.

## Населені пункти
Сільській раді на час ліквідації були підпорядковані населені пункти:
- с. Закусилівка

## Населення
Кількість населення ради, станом на 1923 рік, становила 1 689 осіб, кількість дворів — 184.

## Історія та адміністративний устрій
Створена 1923 року в с. Закусилівка Коднянської волості Житомирського повіту Волинської губернії. 7 березня 1923 року увійшла до складу новоствореного Солотвинського (згодом — Коднянський) району Житомирської округи. 27 червня 1925 року сільську раду включено до складу Левківського (згодом — Іванківський) району Житомирської (згодом — Волинська) округи. 15 вересня 1930 року, відповідно до постанови ВУЦВК та РНК УСРР «Про ліквідацію округ та перехід на двоступеневу систему управління», внаслідок ліквідації Іванківського району, сільську раду передано до складу Троянівського району.
Станом на 1 вересня 1946 року сільська рада входила до складу Троянівського району Житомирської області, на обліку в раді перебувало с. Закусилівка.
Ліквідована 11 серпня 1954 року, відповідно до указу Президії Верховної ради Української РСР «Про укрупнення сільських рад по Житомирській області», територію та с. Закусилівка приєднано до складу Коднянської сільської ради Троянівського району Житомирської області.